# Sierra de Estepa
La sierra de Estepa es una formación montañosa de la cordillera Subbética situada en el extremo suroriental de la provincia de Sevilla, en la comunidad autónoma de Andalucía (España). De dimensiones reducidas y alturas moderadas, sus cumbres principales se sitúan entre los 700 y los 846 metros sobre el nivel del mar, siendo el cerro de San Cristóbal la máxima elevación.

## Geografía
La sierra se encuentra en el término municipal de Estepa, limitando al sur con la comarca de la Sierra Sur de Sevilla y al este con el territorio de la provincia de Córdoba. Forma parte del sector más occidental de la cordillera Subbética, caracterizado por relieves calizos y dolomíticos.
El cerro de San Cristóbal, de 846 metros de altitud, constituye el punto más alto y es un destacado referente paisajístico de la zona. En sus laderas se encuentran áreas de matorral mediterráneo, pinares de repoblación y cultivos de olivar.

## Geología
La sierra presenta una composición mayoritariamente caliza, con afloramientos jurásicos y cretácicos típicos de la Subbética. La erosión ha modelado un relieve abrupto con pequeñas crestas y lomas.

## Flora y fauna
La vegetación natural está compuesta por especies mediterráneas como encinas, acebuches, lentiscos y tomillares, junto a repoblaciones de pino carrasco. Entre la fauna destacan aves rapaces como el águila calzada y el cernícalo común, así como pequeños mamíferos.

## Uso y conservación
La sierra de Estepa es un espacio de valor ecológico y paisajístico, además de un recurso turístico y recreativo para la población local. En su cima se encuentra la ermita de San Cristóbal y miradores con vistas panorámicas. Parte de su entorno está incluido en zonas de interés comunitario (LIC) de la Red Natura 2000.

## Características físicas
La sierra de Estepa aparece entre la campiña como un macizo desgajado. Pertenece a un conjunto de afloramientos aislados de la cordillera Subbética del que también forman parte la sierra de Humilladero, la sierra de los Caballos y la sierra de Mollina. Alcanza una altitud máxima de 846 m s. n. m.
En el piedemonte de la sierra se sitúan los llamados ojos de la sierra, que son manantiales de agua procedentes de los acuíferos de la sierra de Estepa y en torno a los que se formaron algunas de las poblaciones modernas como Lora de Estepa, Gilena y Pedrera a partir de núcleos de población bajomedievales formadas a raíz de la conquista de Granada. Es particularmente conocido el manantial de Roya situado a unos 2 km al oeste de la localidad de Estepa.
La sierra de Estepa está compuesta por una serie de sierras menores como la sierra de Juárez, la sierra de la Cruz, la sierra de Pleites o la sierra de Becerrero, donde se encuentra la máxima altitud en la cumbre Becerrero I, de 846 m s. n. m. Hidrograficamente pertenece a la cuenca del río Guadalquivir pues se encuentra situada entre dos afluentes del río Genil: el río Blanco y el río de las Yeguas.

## Geología
Desde el punto de vista geológico la sierra de Estepa se engloba dentro del dominio Subbético externo y está formada por la Unidad de la Sierra de Estepa (Cruz San Julián, 1974). Constituye un gran antiforme de dirección N-S, cuyo núcleo está formado por una potente serie (400-700m) de calizas micríticas, oncolíticas y oolíticas del Jurásico inferior y medio, sobre las que se dispone una delgada orla de materiales calizo-margosos del Jurásico superior (25m), junto con un paquete más potente (650m) de margas, margo-calizas y calizas margosas con sílex del Cretácico inferior y superior.

## Flora y fauna
La moderada altitud y la intensa acción humana ha producido un paisaje de montaña cultivada y fuertemente humanizado. El olivar adehesado es el paisaje más característico de la sierra. No obstante, el monte mediterráneo aún predomina en las laderas y las cumbres donde se encuentra acebuche, chaparros, tomillo, almoraduz y palmitares que aparecen de forma diseminada entre el olivar, bosques, campos de cereal y los pinos de repoblación de los montes comunales de Gilena.

## Curiosidades
Existe un refrán castellano que dice "cuando la sierra de Estepa tiene montera, llueve aunque Dios no quiera", por ser necesario que las nubes estén muy bajas para cubrir la sierra.